# Izydor Kopernicki
Izydor Kopernicki (ur. 17 kwietnia 1825 w Czyżówce w powiecie zwinogródzkim, zm. 24 września 1891 w Krakowie) – antropolog, członek korespondent Towarzystwa Muzeum Narodowego Polskiego w Rapperswilu od 1890.

## Życiorys
Był synem Stanisława Kopernickiego, rządcy lub dzierżawcy wsi Czyżówka na Ukrainie, i Marianny z Pieńkowskich, bratem Walerego (filologa klasycznego i polonisty) oraz Franciszka (powstańca styczniowego).
Studiował medycynę w Kijowie; w latach 1847-1859 był lekarzem wojskowym i podczas wojny wschodniej przebywał na Krymie. W 1859 został prosektorem przy katedrze anatomii w Kijowie, a dla przyrodników wykładał anatomię porównawczą. Podczas powstania styczniowego w 1863 pielęgnował rannych w Kaliskiem, komisarz powstańczy w Galicji. Po upadku powstania wyjechał do Paryża (1864), a następnie do Bukaresztu (1865), gdzie - przebywając tam do 1871 – m.in. założył muzeum anatomiczne i zootomiczne.
W 1871 osiadł w Krakowie, gdzie w 1878 został docentem, a 1886 profesorem antropologii. Przeprowadził nader liczne badania kraniologiczne zarówno przez pomiary czaszek ludzi żyjących, jak i czaszek z czasów przedhistorycznych, zwłaszcza ludności Galicji i innych plemion słowiańskich, oraz Cyganów, Ajnów i innych plemion. Rozprawa o Cyganach (1872) zjednała mu nagrodę towarzystwa antropologicznego w Krakowie. Prace te ogłaszał w Pamiętniku Akademii Umiejętności w Krakowie, w "Zbiorze wiadomości do antropologii kraiowej", wydawanym przez tę akademię, w "Révue d'anthropologie" i in. Inne jego prace dotyczyły archeologii przedhistorycznej oraz etnografii, jak rozprawy "O góralach z okolic Rabki", "O wyobrażeniach lekarskich i przyrodniczych ludu" (1876) i in. Nadto zbudował nowy kraniograf oraz ulepszył metody pomiaru czaszek. Bogate swe zbiory antropologiczne pozostawił Uniwersytetowi Jagiellońskiemu. Po śmierci Oskara Kolberga w 1890 r. dokończył prace nad jego monografiami: drugą częścią Chełmskiego oraz monografią Przemyskiego.
Został pochowany na cmentarzu Rakowickim w Krakowie.

## Upamiętnienie
W 1892 Towarzystwo Lekarskie krakowskie, aby upamiętnić Izydora Kopernickiego ufundowało i umieściło w lewej nawie kościoła św. Anny tablicę z czarnego belgijskiego marmuru na której umieszczono wykonany na miedzi przez prof. Cynka portret zmarłego. Napis wyrzeźbiono w pracowni Szczerbuły. Rysunek tablicy zaprojektował Tadeusz Stryjeński.